# Alain Lombard

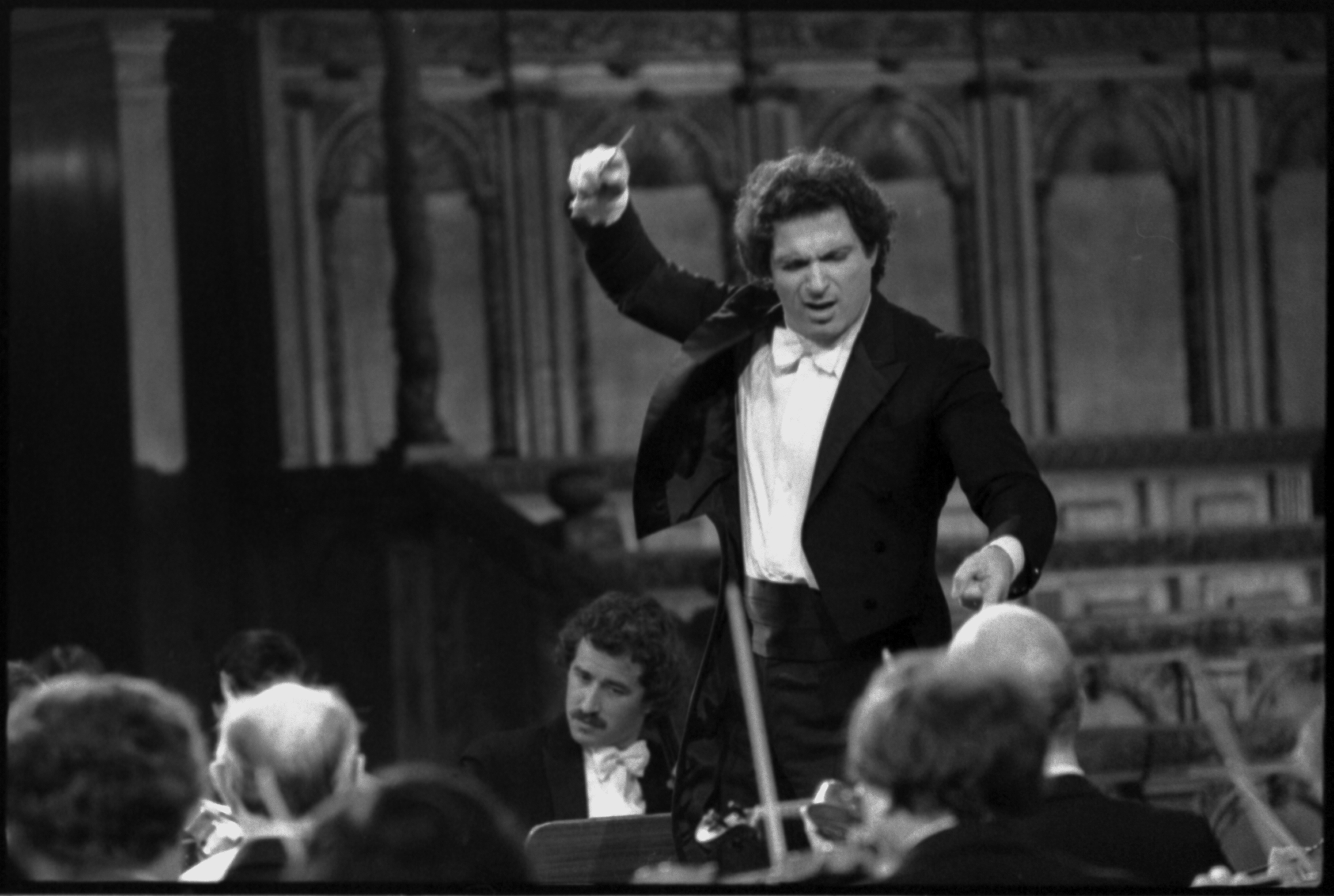
Alain Lombard – 1980

Alain Lombard (* 4. Oktober 1940 in Paris) ist ein französischer Dirigent.

## Leben
Im Alter von sieben Jahren begann Alain Lombard mit Violinunterricht, ab dem darauf folgenden Jahr erhielt er Klavier- und Notenlehreunterricht. Mit neun Jahren wurde er in die Klasse für Orchesterleitung von Gaston Poulet (1892–1974) am Pariser Konservatorium aufgenommen. Sein Debüt als Dirigent hatte er mit 11 Jahren, er leitete das Orchestre Pasdeloup in der Pariser Salle Gaveau.
Seine berufliche Dirigiertätigkeit begann er 1961 an der Opéra National de Lyon und verbrachte daraufhin einige Jahre in den Vereinigten Staaten. 1963 trat er mit Massenets Hérodiade dort erstmals als Dirigent in Erscheinung. 1966 gewann er die Dimitri Mitropoulos International Music Competition und wurde u. a. Assistent von Leonard Bernstein bei den New Yorker Philharmonikern. 1967 feierte er sein Dirigier-Debüt an der Metropolitan Opera mit Gounods Faust und wurde Musikdirektor in Miami. 1971 wurde er zum Generalmusikdirektor der Straßburger Philharmoniker ernannt, ein Posten, den er bis 1983 bekleidete. 1972 regte er die Gründung der Opéra du Rhin durch die Verschmelzung der lyrischen Ensembles von Straßburg, Colmar und Mülhausen an. Er wurde künstlerischer Leiter dieser neuen Einrichtung und de facto oberster Herr der klassischen Musik im gesamten Elsass. Verträge mit EMI und Erato sicherten ihm in dieser Zeit einen guten Ruf als erfolgreicher Aufsteiger. Ab Anfang der 1980er Jahre jedoch wurden die Straßburger Philharmoniker international immer weniger gefragt. Von 1981 bis 1983 war Lombard auch als Musikdirektor an der Opéra de Paris tätig. Seit 1987/88 leitete Lombard das Orchestre National Bordeaux Aquitaine, seit 1990 auch die Oper der Stadt Bordeaux. Nach der Wahl des frisch gekürten Premierministers Alain Juppé zum Oberbürgermeister von Bordeaux wurde der Dirigent am 20. November 1995 aus finanziellen Gründen fristlos aus allen seinen Posten entlassen. Nach einer Durststrecke von vier Jahren leitete er 1999 bis 2005 das Tessiner Orchestra della Svizzera italiana und ist seitdem dessen Ehrendirigent. Des Weiteren war er von 2001 bis 2003 musikalischer Leiter des Königlichen Symphonieorchester von Sevilla.

## Auszeichnung
Lombard wurde im Dezember 2020 als Commandeur, die höchste Stufe des französischen Kulturpreises Ordre des Arts et des Lettres nominiert.

## Diskografie (Opern)
- Georges Bizet: Carmen
- Léo Delibes: Lakmé
- Charles Gounod: Faust, Roméo et Juliette
- W. A. Mozart: Così fan tutte, Die Zauberflöte
- Giacomo Puccini: Turandot